# Stemma reale di Scozia
Lo stemma reale di Scozia (in scozzese ryal coat o airms o Scotland; in inglese Royal Arms of Scotland; in gaelico scozzese Gearradh-arm Rìoghail na h-Alba) era lo stesso dei monarchi scozzesi ed era usato come lo stemma ufficiale del Regno di Scozia fino all'Unione delle Corone (1603). Parte dello stemma scozzese fa parte dello stemma reale del Regno Unito.

## Araldica

Scudo del Regno di Scozia.

Lo scudo presenta un leone rampante rosso, armato e lampassato d'azzurro, su campo dorato, circondato da una doppia orlatura gigliata.
Il cimiero presenta un leone, che indossa le insegne di Scozia (la corona, la spada e lo scettro). Sopra il cimiero il motto "In Defens", abbreviazione di "In My Defens God Me Defend" (in italiano, "In mia difesa Dio mi difende"). Inizialmente era il solo motto scozzese, in seguito venne aggiunto "Nemo me impune lacessit" (in italiano "Nessuno mi provocherà impunemente"). Lo scudo è circondato dalle insegne dell'Ordine del Cardo.
Tutto è sostenuto da due unicorni con corona e collare, ai lati dello scudo sono poste due bandiere con asta: a sinistra lo stendardo reale scozzese e a destra la bandiera scozzese.

## Storia

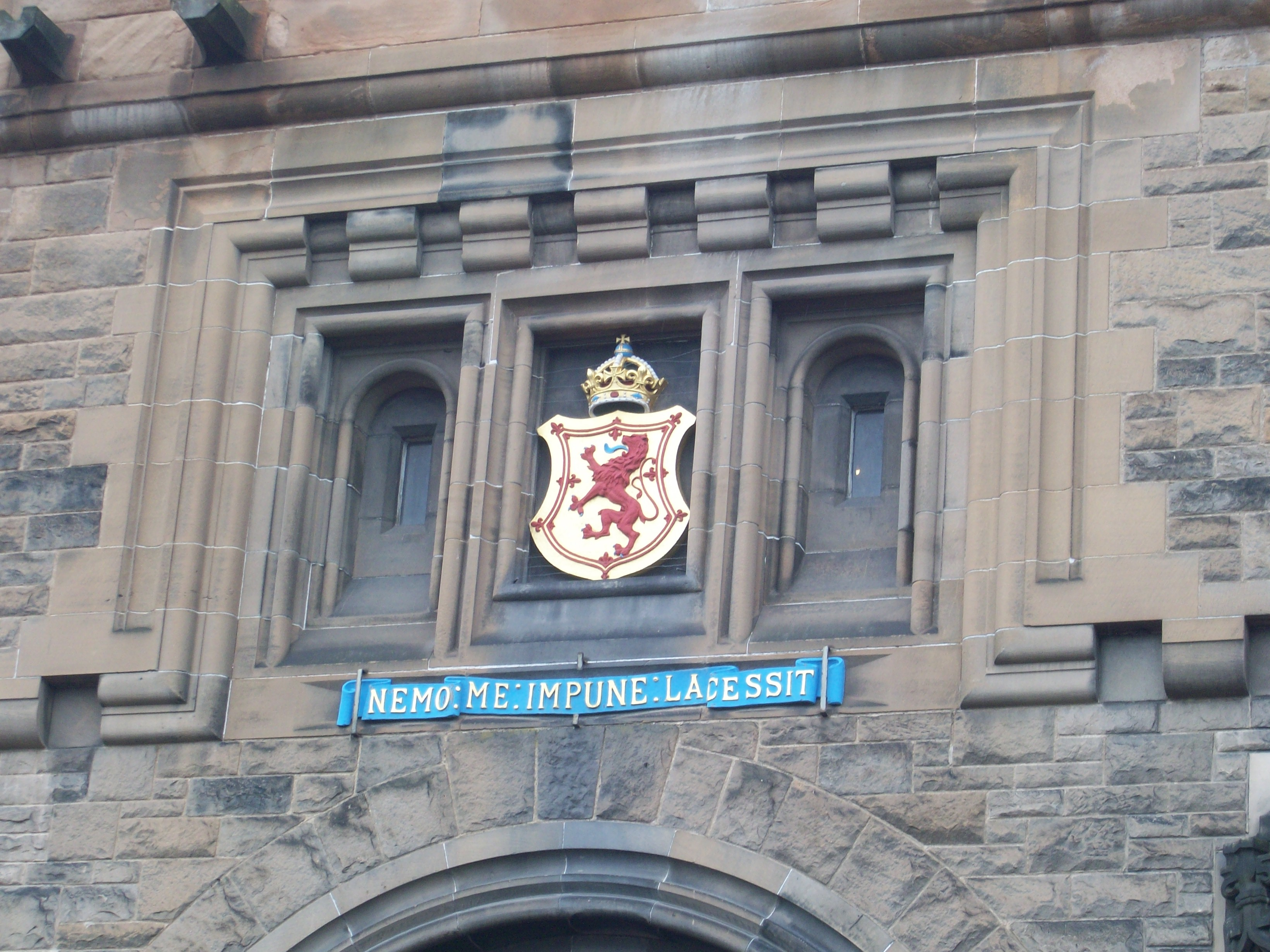
Lo scudo reale all'entrata del castello di Edimburgo.

Vi sono varie teorie riguardanti la creazione dello Leone Rampante. Durante le età lo stemma subì diverse modifiche ogni volta che si cambiava sovrano, così il "Leone Rampante" rimase come lo stemma personale del re mentre questo divenne lo stemma del regno. Inizialmente, ad esempio, nel cimiero il leone non aveva lo scettro e la spada era poggiata sulla spalla destra e proseguiva fino a dietro la corona; oppure gli unicorni erano senza corone, ma essendo bestie pericolose avevano sempre le catene; inoltre non c'era il motto odierno e neanche le insegne dell'Ordine del Cardo, infine, in alcuni casi, il leone rampante aveva la lingua e gli artigli rossi e la coda non terminava verso il l'esterno ma verso l'interno e in altri casi aveva la corona come quello presente sullo Stemma della Norvegia.
Molte di queste variazioni relativamente secondarie saranno derivate dai diversi sforzi dei muratori di pietra, dei tessitori, degli artisti e degli scultori durante le età nei loro tentativi di generare un facsimile delle armi del periodo.
Quando Maria Stuarda, sposò Francesco II di Francia nel 1558 divenendo così regina consorte di Francia, nello stemma reale di Scozia aggiunse lo stemma di Francia, quindi lo scudo venne diviso in due parti: a destra lo stemma di Francia, cioè tre gigli d'oro in campo blu, e a sinistra quello di Scozia il leone rampante rosso in campo d'oro.
Con l'Unione delle Corone, Giacomo VI di Scozia divenuto anche Re d'Inghilterra unì lo stemma di Scozia con lo Stemma dell'Inghilterra e lo Stemma dell'Irlanda così ora lo scudo venne diviso in quattro parti ("inquartato") e nel primo e nel quarto quadrante presentava il leone rampante rosso in campo d'oro (stemma di Scozia), nel secondo quadrante i tre leopardi d'oro in campo rosso e i tre gigli d'oro in campo blu, nel terzo l'arpa d'oro in campo blu.

Scudo del Regno di Scozia
Guglielmo I (1165-1214) - Giacomo VI (1567-1625)
Scudo di Maria Stuarda, principessa ereditaria di Francia (1558-1559)
Scudo di Maria Stuarda, regina di Francia (1559-1560)
Scudo di Maria Stuarda, regina di Francia (1560-1565)
Stemma di Giacomo VI (1567-1625) - Giacomo VII (1685-1688)
Stemma di Guglielmo III (1689-1702) - Maria II (1689-1694)
Stemma di Giacomo VI, Carlo I, Carlo II, Giacomo VII e Anna (1603-1689;1702-1707)
Stemma di Maria II e Guglielmo II (1689-1694)
Stemma di Guglielmo II (1694-1702)
Stemma di Anna di Gran Bretagna (1707-1714)
Stemma di Giorgio I, Giorgio II e Giorgio III (1714-1800)
Stemma di Giorgio III (1801-1816)
Stemma di Giorgio III, Giorgio IV e Guglielmo IV (1816-1837)
Stemma di Vittoria del Regno Unito, Edoardo VII, Giorgio V, Edoardo VIII e Giorgio VI (1837-1952)

## Uso odierno

Stemma reale del Regno Unito usato in Scozia

Oggi è stato sostituito dallo Stemma reale del Regno Unito, ma in Scozia si utilizza una versione molto simile a quella antica, le uniche differenze sono che nelle due bandiera invece dello stendardo reale di Scozia si trova la bandiera inglese, c'è un solo unicorno e un leone d'oro con corona e ovviamente nello scudo lo stemma del Regno Unito invece di quello di Scozia. Mentre sono sempre presenti i simboli della Scozia, quindi il leone con le insegne, i due motti in latino e le insegne dell'ordine del cardo.
Oggi l'uso dello stemma storica è riservato solamente ad alcuni uffici storici, ad alcune alte cariche dello stato e nelle residenze del sovrano, quando questo non è residente. La versione scozzese dello stemma reale, comunque, è siempre usata negli tribunali scozzesi, di sopra la sede del giudice, per rappresentare il sovrano come fonte della giustizia; e anche da compagnie nella Scozia con Royal Warrant. (Nel resto del Regno Unito, la versione usuale dello stemma reale è usata per tutti i due scopi).